# Metamunirite
La metamunirite è un minerale.